# Wolfgang Holzhäuser

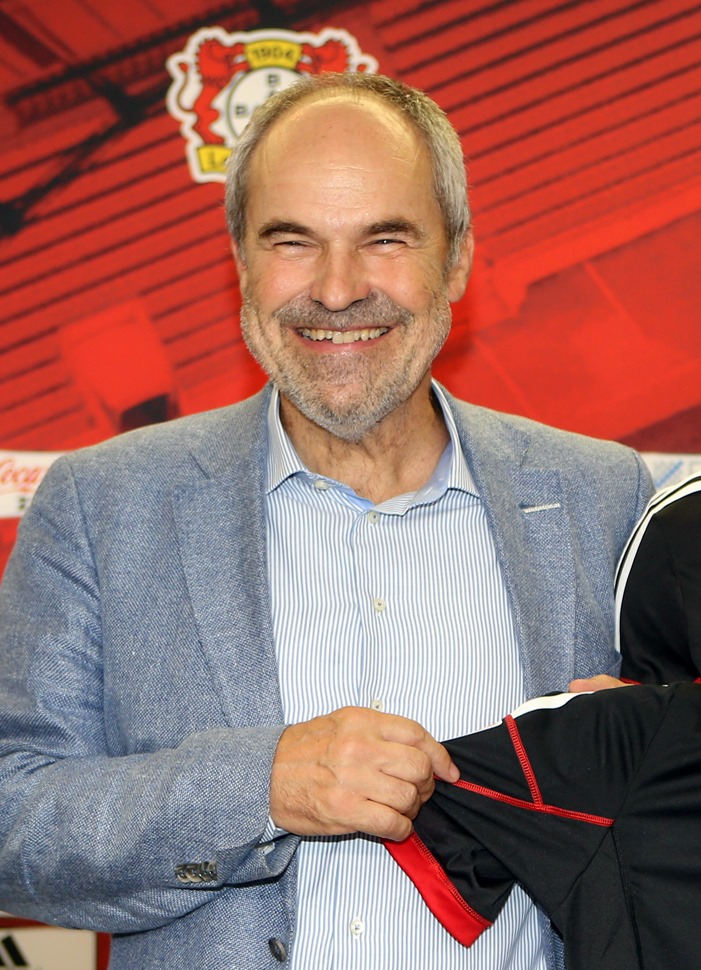
Holzhäuser (2013)

Wolfgang Holzhäuser (* 13. Januar 1950 in Crumstadt, heute zu Riedstadt) war von 1975 bis 1998 Leiter des Lizenzbereichs beim Deutschen Fußball-Bund in Frankfurt am Main. Ab 1998 war er für die Bayer 04 Leverkusen Fußball GmbH tätig, dort als Sprecher der Geschäftsführung von 2004 bis 2013. Danach noch drei weitere Jahre im Gesellschafterausschuss.

## Leben
Der diplomierte Betriebswirt und gelernter Großhandelskaufmann aus dem hessischen Crumstadt war vom Juli 1975 bis zum Juni 1998 22 Jahre lang der Leiter des Lizenzbereichs beim Deutschen Fußball-Bund in Frankfurt am Main und in der Folge 19 Jahre lang für Bayer Leverkusen tätig.
1998, zum Ende seiner Zeit beim DFB, war er federführend an der von ihm stetig geforderten Einführung von Kapitalgesellschaften im Profifußball verbunden mit der sogenannten 50+1-Regel beteiligt. Bis zu diesem Zeitpunkt mussten auch Profi-Mannschaften in Vereinen organisiert sein.
Im Sommer 1998 wurde Wolfgang Holzhäuser kaufmännischer Geschäftsführer bei Bayer 04 Leverkusen. In dieser Zeit erfolgte die Umwandlung von Teilen des Sportvereins TSV Bayer 04 Leverkusen in die vom früheren Stammverein unabhängige Bayer 04 Leverkusen Fußball GmbH, welche am 1. April 1999 vollzogen wurde. Seit Juni 2004 war er als Nachfolger von Reiner Calmund alleiniger Geschäftsführer und Sprecher der Geschäftsführung. Am 14. Mai 2013 kündigte Holzhäuser an, sein Amt als Geschäftsführer zum 30. September 2013 aufzugeben. Sein Nachfolger wurde Michael Schade. Nach seinem Ausscheiden aus der Geschäftsführung von Bayer 04 Leverkusen wurde er in den Gesellschafterausschuss der Bayer 04 Leverkusen Fußball GmbH berufen, dem er bis Ende Juli 2017 angehörte.
Während seiner Tätigkeit für Bayer Leverkusen war der gelernte Groß- und Außenhandelskaufmann maßgeblich an der Gründung der Deutschen Fußball Liga GmbH und des Ligaverbandes beteiligt. Er war Vizepräsident des Ligaverbandes und des Deutschen Fußball-Bunds in dieser Zeit und 2007 kommissarisch Präsident des Ligaverbandes. So war er beim DFB an der Einführung und Umsetzung des Lizenzierungsverfahrens beteiligt. Später, beim Ligaverband und der DFL, war er unter anderem mit der Kontrolle der wirtschaftlichen Leistungsfähigkeit der Lizenzvereine befasst, sowie in mehreren nationalen Gremien tätig, wie z. B. im Finanzausschuss, AK Nationalmannschaft, AK Wetten, der Satzungs- und Strukturkommission. Zusammen mit Werner Hackmann hat er wesentlich die letztlich erfolgreiche Ausgliederung des bezahlten Fußballs aus dem Deutschen Fußball-Bund und die Gründung des Ligaverbandes mit seiner operativen Tochter, der DFL vorangetrieben.
Die Vereine der Bundesliga und der 2. Bundesliga haben ihn 2013 zum Ehrenangehörigen des Ligaverbandes gewählt. Wolfgang Holzhäuser ist derzeit freiberuflich unter anderem als Kolumnist und Sportconsultant tätig.
Wolfgang Holzhäuser ist verheiratet und hat einen Sohn. Er lebt im Rheinland und auf Mallorca.